# Liga Mexicana de Béisbol 1980
La Temporada 1980 de la Liga Mexicana de Béisbol fue la edición número 56. La temporada se vio protagonizada por la Huelga de Beisbolistas por lo que se tuvo que suspender y realizar una temporada de manera extraordinaria que no es reconocida por las Ligas Menores de Béisbol.
Para esta temporada se mantiene en 20 el número de equipos pero hubo tres cambios de sede, los Alacranes de Durango pasan a ser los Piratas de Campeche, los Alijadores de Tampico se convierten en los Osos Negros de Toluca y los Cafeteros de Córdoba pasan a ser los Broncos de Reynosa. Los Rieleros de Aguascalientes pasan de jugar de la Zona Sur a la Zona Norte y los Petroleros de Poza Rica pasan de la Zona Norte a la Zona Sur.
El equipo de Mineros de Coahuila cambian de nombre al de Acereros de Monclova y dejan de jugar en Sabinas, Coahuila que era su segunda sede. Los equipos se mantienen divididos en la Zona Norte y Zona Sur, a su vez se subdividen en la división este y oeste para formar las cuatro divisiones con cinco equipos cada una.
En esta ocasión no hubo postemporada debido a que se suspendió la temporada. En la temporada extraordinaria los Saraperos de Saltillo se coronaron campeones al terminar en primer lugar, el mánager campeón fue Gregorio Luque.

## Equipos participantes
| Liga Mexicana de Béisbol 1980 |          |                              |           |                                |                            |           |
| Zona                          | División | Equipo                       | Fundación | Ciudad                         | Estadio                    | Capacidad |
| Norte                         | Este     | Broncos de Reynosa           | 1963      | Reynosa, Tamaulipas            | Adolfo López Mateos        | 10,000    |
| Norte                         | Este     | Cachorros de León            | 1978      | León, Guanajuato               | Domingo Santana            | 6,500     |
| Norte                         | Este     | Rieleros de Aguascalientes   | 1975      | Aguascalientes, Aguascalientes | Alberto Romo Chávez        | 6,494     |
| Norte                         | Este     | Sultanes de Monterrey        | 1939      | Monterrey, Nuevo León          | Cuauhtémoc y Famosa        | 6,000     |
| Norte                         | Este     | Tecolotes de Nuevo Laredo    | 1940      | Nuevo Laredo, Tamaulipas       | La Junta                   | 7,800     |
| Norte                         | Oeste    | Acereros de Monclova         | 1974      | Monclova, Coahuila             | Monclova                   | 8,500     |
| Norte                         | Oeste    | Algodoneros de Unión Laguna  | 1940      | Torreón, Coahuila              | Mecano                     | 16,000    |
| Norte                         | Oeste    | Dorados de Chihuahua         | 1936      | Chihuahua, Chihuahua           | Manuel L. Almanza          | 8,000     |
| Norte                         | Oeste    | Indios de Ciudad Juárez      | 1936      | Ciudad Juárez, Chihuahua       | Cruz Blanca                | 5,000     |
| Norte                         | Oeste    | Saraperos de Saltillo        | 1970      | Saltillo, Coahuila             | Francisco I. Madero        | 16,000    |
| Sur                           | Este     | Ángeles de Puebla            | 1938      | Puebla, Puebla                 | Hermanos Serdán            | 12,112    |
| Sur                           | Este     | Diablos Rojos del México     | 1940      | México, D. F.                  | Seguro Social              | 25,000    |
| Sur                           | Este     | Leones de Yucatán            | 1954      | Mérida, Yucatán                | Carta Clara                | 9,000     |
| Sur                           | Este     | Petroleros de Poza Rica      | 1958      | Poza Rica, Veracruz            | Heriberto Jara Corona      | 10,000    |
| Sur                           | Este     | Piratas de Campeche          | 1980      | Campeche, Campeche             | Venustiano Carranza        | 6,000     |
| Sur                           | Oeste    | Azules de Coatzacoalcos      | 1979      | Coatzacoalcos, Veracruz        | "Presidente Miguel Alemán" | 4,000     |
| Sur                           | Oeste    | Osos Negros de Toluca        | 1980      | Toluca, Estado de México       | Toluca 80                  | 6,000     |
| Sur                           | Oeste    | Plataneros de Tabasco        | 1975      | Villahermosa, Tabasco          | Centenario 27 de Febrero   | 8,500     |
| Sur                           | Oeste    | Rojos del Águila de Veracruz | 1903      | Veracruz, Veracruz             | Deportivo Veracruzano      | 12,000    |
| Sur                           | Oeste    | Tigres Capitalinos           | 1955      | México, D. F.                  | Seguro Social              | 25,000    |

## Posiciones
| Zona Norte     | Zona Norte    | Zona Norte    | Zona Norte    | Zona Norte    |
| División Este  | División Este | División Este | División Este | División Este |
| Equipo         | JG            | JP            | PCT           | JV            |
| -------------- | ------------- | ------------- | ------------- | ------------- |
| Aguascalientes | 61            | 33            | .649          | -             |
| Reynosa        | 52            | 46            | .531          | 11.0          |
| Nuevo Laredo   | 49            | 46            | .516          | 12.5          |
| León           | 43            | 53            | .448          | 19.0          |
| Monterrey      | 37            | 56            | .398          | 23.5          |
| División Oeste |               |               |               |               |
| Equipo         | JG            | JP            | PCT           | JV            |
| Ciudad Juárez  | 57            | 37            | .606          | -             |
| Saltillo       | 52            | 47            | .525          | 7.5           |
| Unión Laguna   | 46            | 51            | .474          | 12.5          |
| Chihuahua      | 34            | 57            | .374          | 21.5          |
| Monclova       | 36            | 61            | .371          | 22.5          |

| Zona Sur       | Zona Sur      | Zona Sur      | Zona Sur      | Zona Sur      |
| División Este  | División Este | División Este | División Este | División Este |
| Equipo         | JG            | JP            | PCT           | JV            |
| -------------- | ------------- | ------------- | ------------- | ------------- |
| Puebla         | 63            | 25            | .716          | -             |
| Yucatán        | 57            | 41            | .582          | 11.0          |
| México         | 52            | 40            | .565          | 13.0          |
| Campeche       | 45            | 43            | .511          | 18.0          |
| Poza Rica      | 36            | 57            | .387          | 29.5          |
| División Oeste |               |               |               |               |
| Equipo         | JG            | JP            | PCT           | JV            |
| Tigres         | 51            | 47            | .520          | -             |
| Águila         | 48            | 47            | .505          | 1.5           |
| Coatzacoalcos  | 47            | 48            | .495          | 2.5           |
| Tabasco        | 39            | 54            | .419          | 9.5           |
| Toluca         | 39            | 55            | .415          | 10.0          |

## Huelga
Durante un partido disputado el 6 de abril en la ciudad de Veracruz entre Rojos del Águila de Veracruz frente al Ángeles de Puebla se dieron brotes de violencia, cuando al mánager de los poblanos; Jorge Fitch y al resto del roster no les pareció una decisión del umpire, por lo que decidieron reclamar, al 'calentarse' los ánimos, se desató una campal entre jugadores de los dos equipos, la cual fue resuelta violentamente a petición del alto comisionado de la LMB el magnate Alejo Peralta, quién también era propietario de Tigres Capitalinos.
Como respuesta de los jugadores involucrados junto con sus compañeros, convocaron a la formación de una sociedad gremial a la cual llamaron ANABE. La respuesta inicial de la Liga Mexicana y su comisionado Peralta fue de ignominia y desconocimiento de la ANABE, la cual como respuesta, decidió a 'paralizar los estadios', destacando una "Guerra Civil" entre Diablos Rojos del México y Tigres Capitalinos en el desaparecido Parque del Seguro Social. Donde béisbolistas encabezados por el mismo "Abulón" Hernández por Diablos y Naranjo por Tigres, entraron en vestidores cuando se desarrollaba la parte baja de la 3 entrada, quienes se negarían a jugar pese a las suplicas de los respectivos mánagers y dueños.
Tras ese suceso, el comisionado Peralta emitió una orden de proscripción de la ANABE dentro de la liga, vetando a sus jugadores y miembros entre los que se encontraban umpires, personal de los estadios, mánagers y jugadores. Quienes decidieron fundar otra liga, que duraría cinco años.
La resolución final de la Liga fue de reorganizar la competición, contando en ese momento con solo 6 equipos: Algodoneros de Unión Laguna, Azules de Coatzacoalcos, Broncos de Reynosa,  Indios de Ciudad Juárez, Saraperos de Saltillo y Tigres Capitalinos.

## Temporada Extraordinaria

### Equipos participantes
| Liga Mexicana de Béisbol 1980 Temporada Extraordinaria |           |                          |                            |           |
| Equipo                                                 | Fundación | Ciudad                   | Estadio                    | Capacidad |
| Algodoneros de Unión Laguna                            | 1940      | Torreón, Coahuila        | Mecano                     | 16,000    |
| Azules de Coatzacoalcos                                | 1979      | Coatzacoalcos, Veracruz  | "Presidente Miguel Alemán" | 4,000     |
| Broncos de Reynosa                                     | 1963      | Reynosa, Tamaulipas      | Adolfo López Mateos        | 10,000    |
| Indios de Ciudad Juárez                                | 1936      | Ciudad Juárez, Chihuahua | Cruz Blanca                | 5,000     |
| Saraperos de Saltillo                                  | 1970      | Saltillo, Coahuila       | Francisco I. Madero        | 16,000    |
| Tigres Capitalinos                                     | 1955      | México, D. F.            | Seguro Social              | 25,000    |

### Posiciones
| Liga Mexicana de Béisbol 1980 Extraordinaria | Liga Mexicana de Béisbol 1980 Extraordinaria | Liga Mexicana de Béisbol 1980 Extraordinaria | Liga Mexicana de Béisbol 1980 Extraordinaria | Liga Mexicana de Béisbol 1980 Extraordinaria |
| Equipo                                       | JG                                           | JP                                           | PCT                                          | JV                                           |
| -------------------------------------------- | -------------------------------------------- | -------------------------------------------- | -------------------------------------------- | -------------------------------------------- |
| Saltillo                                     | 28                                           | 11                                           | .718                                         | -                                            |
| Ciudad Juárez                                | 22                                           | 15                                           | .595                                         | 5.0                                          |
| Coatzacoalcos                                | 18                                           | 18                                           | .500                                         | 8.5                                          |
| Unión Laguna                                 | 17                                           | 18                                           | .486                                         | 9.0                                          |
| Reynosa                                      | 14                                           | 22                                           | .389                                         | 12.5                                         |
| Tigres                                       | 11                                           | 26                                           | .297                                         | 16.0                                         |

| Campeón de la Temporada Extraordinaria |

## Acontecimientos relevantes
- 20 de mayo: Joseph Henderson de los Azules de Coatzacoalcos le lanza juego sin hit ni carrera de 9 entradas a los Sultanes de Monterrey, en un partido disputado en Coatzacoalcos, Veracruz y que terminó con marcador de 3-0.
- 1 de julio comenzó la Huelga en el Parque del Seguro Social al negarse a salir al campo los equipos de Diablos Rojos del México y los Tigres Capitalinos.